# Мартич, Милан
Ми́лан Ма́ртич (серб. Милан Мартић, род. 18 ноября 1956, Жагрович) — государственный, политический и военный деятель Республика Сербская Краина. Президент Республики Сербская Краина в 1994—1995 годах. Один из активных участников распада Югославии с сербской стороны. Приговорён Гаагским трибуналом к 35 годам заключения по обвинению в преследованиях и других преступлениях против несербского населения в Сербской Краине, Хорватии и Боснии и Герцеговины.

## Биография
Милан Мартич окончил милицейское училище в Загребе, работал в милиции Шибеника, позже — младшим инспектором милиции в Книне. Через некоторое время стал начальником полицейского участка в Книне.
Летом 1990 года возглавил сербское гражданское ополчение, созданное на базе милиции. С 1991 до 1995 годы занимал несколько важных постов в руководстве Сербской Краины, таких как министр обороны САО Краина, заместитель командующего Территориальной обороны, министр внутренних дел и т.д.
Во время президентских выборов в Сербской Краине 1993 года Мартича поддержал Слободан Милошевич. Мартич баллотировался от Сербской партии социалистов которая получала значительную финансовую поддержку от Социалистической партии Сербии Милошевича. Во втором туре выборов в 1994 году он был избран президентом и оставался у власти вплоть до падения Сербской Краины в ходе операции «Буря», проводимой Хорватией в 1995 году.
В 2002 году Мартич был передан Гаагскому трибуналу. Согласно официальному обвинению Гаагского трибунала, он способствовал организации этнических чисток, направленных против хорватов и других несербских народов Краины, где было уничтожено или депортировано практически всё несербское население — 78 тысяч человек. Первоначально обвинялся лишь в руководстве ракетным обстрелом Загреба в ответ на предпринятую Хорватией операцию «Молния». В результате обстрела погибло семь гражданских лиц. Позже Мартич выступил по Сербскому телевидению и радио и признал, что санкционировал обстрел.
Милан Бабич, бывший, наряду с Мартичем, одним из наиболее важных лидеров хорватских сербов, во время суда над Мартичем заявил, что вся ответственность за войну в Хорватии лежит на Мартиче, руководство которым осуществлялось из Белграда.
Был признан трибуналом виновным в преследованиях, убийствах, задержаниях, пытках, жестоком обращении, нападениях на мирное население, насильственной депортации несербских народов, разрушении религиозных объектов, грабежах имущества боснийцев и хорватов, проживающих в Сербской Краине, Цазинской Краине и Загребе. Приговорён к 35 годам лишения свободы.
В июне 2009 года Мартич был переведён для отбывания наказания в Тартускую тюрьму (Эстония).